# Ricardo García Peralta
Ricardo García Peralta  (* 3. April 1926 in Mexiko; † 10. März 2008 in Toluca de Lerdo, Mexiko) war ein mexikanischer Radrennfahrer.
1950 gewann er das Straßenrennen der Männer bei den Zentralamerika- und Karibikspielen. 1952 vertrat er Mexiko-Stadt bei den Olympischen Spielen und schied im Einzelrennen aus. Sein Team kam nicht in die Mannschaftswertung.

## Erfolge
| Jahr | Erfolg | Erfolg         | Rennen                           |
| ---- | ------ | -------------- | -------------------------------- |
| 1950 | Sieger | 10. Etappe     | Vuelta al Centro de la República |
| 1950 | Sieger | 12. Etappe     | Vuelta al Centro de la República |
| 1950 | Sieger | Gesamtwertung  | Vuelta al Centro de la República |
| 1951 | Sieger | 1. Etappe      | Vuelta al Centro de la República |
| 1951 | 2.     | Teamzeitfahren | Panamerikanische Spiele          |
| 1952 | Sieger | 7. Etappe      | Vuelta al Centro de la República |